# Caecognathia calva
Caecognathia calva är en kräftdjursart som först beskrevs av Vanhoeffen 1914.  Caecognathia calva ingår i släktet Caecognathia och familjen Gnathiidae. Inga underarter finns listade i Catalogue of Life.